# Certified Information Security Manager
Certified Information Security Manager, CISM (Certyfikowany Manager ds. Bezpieczeństwa informacji) – certyfikat w zakresie zarządzania bezpieczeństwem informacji, przyznawany przez stowarzyszenie ISACA.
Celem certyfikacji jest upowszechnienie wspólnego zasobu wiedzy dla osób zarządzających bezpieczeństwem informacji. CISM koncentruje się na zarządzaniu ryzykiem jako podstawy bezpieczeństwa informacji. Dotyczy również szerszych zagadnień, takich jak zarządzanie bezpieczeństwem informacji, a także kwestii praktycznych, takich jak zarządzanie programami w zakresie bezpieczeństwa informacji i zarządzanie incydentami bezpieczeństwa.
Zakresem certyfikacji są powszechnie akceptowane najlepsze międzybranżowe praktyki w dziedzinie bezpieczeństwa informatycznego, oparte na wymaganiach biznesowych. Bezpieczeństwo informacji traktowane jest jako samodzielne funkcja w ramach ładu korporacyjnego.

## Wymagania
Aby uzyskać certyfikat trzeba zdać egzamin pisemny i mieć co najmniej pięć lat doświadczenia w dziedzinie bezpieczeństwa informacji, w tym co najmniej trzy lata w zarządzaniu bezpieczeństwem informacji.
CISM wymaga zdobycia wiedzy w czterech obszarach bezpieczeństwa informacji(w nawiasie procent pytań na egzaminie):
- Information Security Governance (24%)
- Information Risk Management and Compliance (33%)
- Information Security Program Development and Management (25%)
- Information Security Incident Management (18%)

Egzamin składa się z dwustu pytań wielokrotnego wyboru i odbywa się trzy razy w roku w czerwcu, wrześniu (tylko w niektórych lokalizacjach) i grudniu w formie czterogodzinnej sesji.